# تب نیل غربی
ویروس نیل غربی از عوامل عفونی منتقل شونده توسط ناقل است که در چرخه انتقالی موجود میان پرندگان و حشرات حفظ می‌شود. بیماری ایجاد شده توسط این عامل در انسان و اسب‌سانان معمولاً بدون علامت یا به صورت بیماری با تب خفیف می‌باشد که تب نیل غربی نامیده می‌شود. با این حال مننگوآنسفالیت یا آنسفالیت کشنده نیز ممکن است دیده شود.